# Salle, England
Salle är en civil parish i Storbritannien.   Den ligger i grevskapet Norfolk och riksdelen England, i den sydöstra delen av landet, 160 km nordost om huvudstaden London. Arean är 8,2 kvadratkilometer.
Terrängen i Salle är mycket platt.